# Minimjölk
Minimjölk är ett svenskt namn på skummjölk som innehåller mindre än 0,1 % fett. Minimjölk har en lätt sötaktig mjölksmak och lanserades 1990 i Sverige med den då okända modellen Emma Sjöberg i stor reklamkampanj. Arlas minimjölkpaket var då gult med snirklig röd skrift och skilde sig markant från övriga mjölkpakets design. Minimjölken brukar vara vitaminberikad med vitamin A och D. Den lämpar sig inte till matlagning och bakning, i stället rekommenderas då standardmjölk eller mellanmjölk.
I Finland kallas samma mjölksort för fettfri mjölk.

## Näringsvärde och ingrendienser
Ingredienser: Lågpastöriserad skummjölk fetthalt mindre än 0,1 %, vitamin A, B12 och D. 
Minimjölkens näringsvärde per 100 g (cirka 1 dl):
- Energivärde 140 kJ (35 kcal)
- Protein 3,4 g
- Kolhydrat 5 g
- Fett < 0,1 g
- Vitamin A 25–30 µg 3–4 % av RDI
- Vitamin D 0,38 µg 8 % av RDI
- Riboflavin 0,14 mg 9 % av RDI
- Vitamin B12 0,4 µg 40 % av RDI
- Kalcium 120 mg 15 % av RDI
- Jod 14 µg 9 % av RDI